# El diluvio universal (Miguel Ángel)
El diluvio universal es una de las escenas de la bóveda de la Capilla Sixtina, pintada al fresco por Miguel Ángel hacia 1509. Su tema es un pasaje bíblico del libro del Génesis (7:14-24): el diluvio universal.

## Descripción
Para esta composición Miguel Ángel reservó el último de los nueve espacios de gran tamaño, sin ignudis ni medallones que lo flanqueen. De todas las escenas de la bóveda, esta es la que incluye más figuras humanas (más de 60), y la de composición más compleja.
A la izquierda, una fila de personas llega a una porción de tierra donde intentarán, en vano, sobrevivir. La gente está asustada, algunos niños lloran y otros parecen no saber lo que ocurrirá. Algunas personas cargan sus pertenencias y otras no llevan absolutamente nada. En esta pequeña isla solo queda un árbol seco en donde un joven intenta subirse.
En segundo plano, una roca aun sobresale de la superficie de las aguas. En ella hay otro grupo de personas que se encuentra refugiado bajo una manta amarrada entre dos árboles secos. A la izquierda de la roca un anciano carga con su hijo inerte, intentando alejarlo de la orilla. El grupo de gente que queda varado en la roca es más dramático que el de la isla a la izquierda del fresco. Están realmente preocupados, y muchos lloran al contemplar el fatídico final que les espera. Un hombre en el agua intenta desesperadamente subir a la roca agarrándose a las raíces del árbol viejo.
Un poco más lejos, otro grupo de personas está dentro de una barca que se hunde. Para intentar perder peso, algunos tripulantes arremeten contra uno de ellos para intentar echarlo. La única mujer vestida levanta los brazos, contemplando lo inminente del hundimiento. Al frente, dos hombres empujan hacia delante la barca en un intento desesperado por evitarlo. En el agua, un hombre se aferra a la barca para no hundirse. Detrás de este, otro hombre intenta nadar. La acción dinámica que se presenta en esta escena es muy agitada y turbulenta.
El último y más alejado grupo está en torno al Arca de Noé. Su forma recuerda vagamente la de un templo. Un grupo de personas intentan en vano subir a ella, aunque sólo sobrevivirán los que ya se encuentran en su interior. Ambos rasgos presentan una evidente analogía entre el Arca y la Iglesia como "Arca de Salvación".

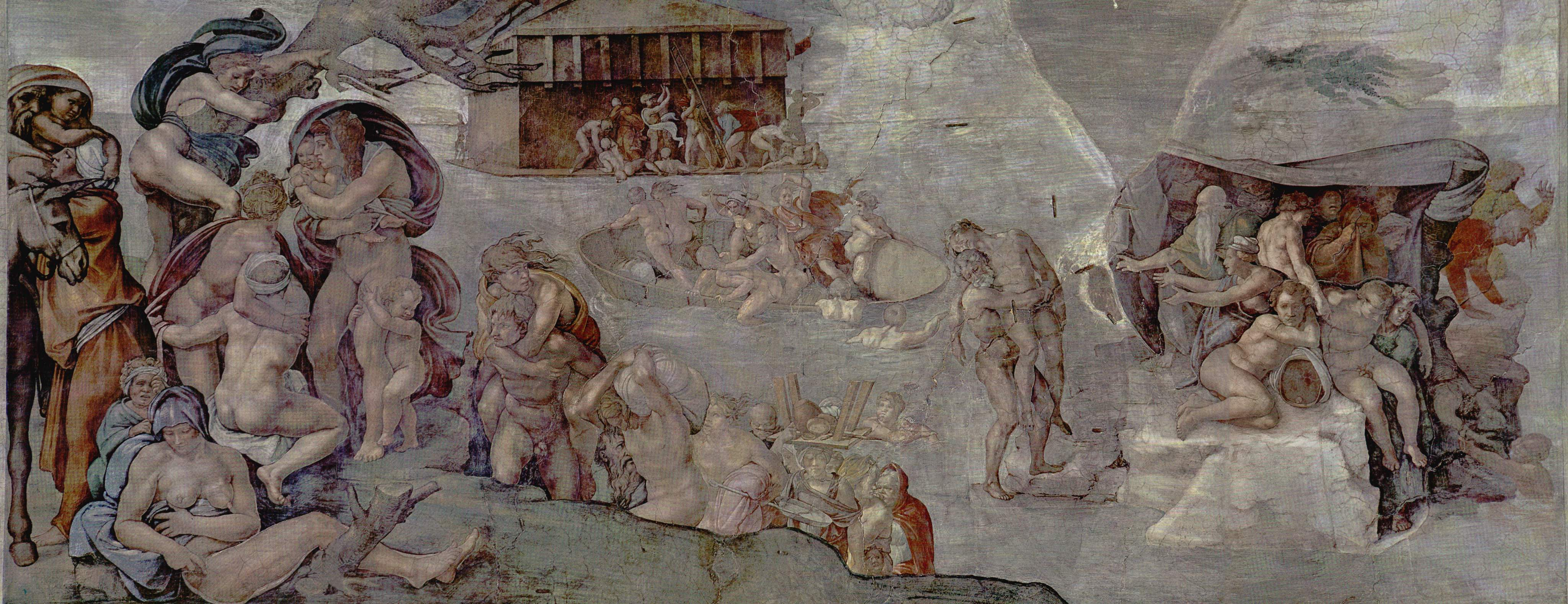
El Diluvio antes de la Restauración.

## Restauración
Esta zona era una de las más dañadas de todo el ciclo de frescos de la bóveda de la Capilla Sixtina. Su estado era realmente opaco y grisáceo. Después de la restauración, su estado mejoró mucho; aunque hubo varias partes que no se pudieron recuperar, como la que se encuentra sobre la roca.